# 2018 في السعودية
تحتوي هذه المقالة على أهم الأحداث التي شهدتها السعودية في 2018، إضافة إلى أهم الشخصيات السعودية التي وُلدت أو تُوفيت في هذه السنة.

## السياسة

### الحكم
الملك: سلمان بن عبد العزيز آل سعود

## أحداث

### يناير
- 1: تطبيق ضريبة على القيمة المضافة بنسبة 5% على غالبية البضائع والخدمات في المملكة العربية السعودية.[1]
- 5:
  - الدفاع الجوي الملكي السعودي يعترض صاروخاً باليستيا أطلق من اليمن فوق نجران.[2][3]
  - شركة أرامكو تتحول إلى شركة مساهمة، أثناء عملية تجهيزها للطرح العام الأولي بالسعودية.[4]

### فبراير
- 22: الملك سلمان يشهد تدشين منظومة مشاريع وعد الشمال للمرحلة الأولى ويضع حجر الأساس للمرحلة الثانية بـمحافظة طريف[5]

### أبريل
- 10: اكتشاف حفرية إصبع تعود إلى نحو 90 ألف عام في صحراء النفود، وهي أقدم حفرية للإنسان العاقل الأول خارج إفريقيا ومنطقة الشام، وأول حفرية للإنسان الأول في شبه الجزيرة العربية.[6]
- 15: انعقاد القمة العربية في الظهران.[7]
- 18: شركة إيه ام سي (AMC) تفتتح أول دار عرض سينمائي في الرياض بعد حظر استمر لثلاثة عقود، وهول أول تطبيق عملي لقرار هيئة الإعلام المرئي والمسموع بتاريخ ديسمبر 2017 بإصدار تراخيص للراغبين بإنشاء دور السينما
- 28: وضع الملك سلمان حجر الأساس لمشروع القدية.[8]

### مايو
- 10: اختيار الرياض عاصمة للإعلام العربي من قِبل مجلس وزراء الإعلام العرب.[9]

### يونيو
- 24: بدأ سريان الأمر السامي بتطبيق أحكام نظام (قانون) المرور ولائحته التنفيذية على الذكور والإناث على حد سواء الصادر بتاريخ سبتمبر 2017 وهو اللذي يقضي بالسماح بإصدار تراخيص قيادة السيارة للمرأة.

### أغسطس
- 6: السعودية تجمد علاقاتها الدبلوماسية والتجارية مع كندا، بعد طلب الأخيرة «الإفراج الفوري» عن نشطاء المجتمع المدني الذين تم إيقافهم في السعودية.[10]

### سبتمبر
- 25: تدشين مشروع قطار الحرمين من قِبل الملك سلمان تزامناً مع اليوم الوطني السعودي الثامن والثمانين.[11]

### أكتوبر
- 4: توثيق ميناء العقير التاريخي بمحافظة الأحساء بدارة الملك عبد العزيز.[12]
- 16: حررت المملكة العربية السعودية رهينة فرنسية من قبضة مليشيات الحوثي.[13]
- 20: الملك سلمان بن عبدالعزيز يصدر أمر ملكي رقم 7422 بتشكيل لجنة وزارية برئاسة ولي العهد الأمير محمد بن سلمان لإعادة هيكلة رئاسة الاستخبارات العامة، وذلك بعد إعفاء عدد من قادة وضباط الاستخبارات إثر التحقيقات في قضية مقتل الإعلامي السعودي جمال خاشقجي.[14]

### نوفمبر
- 7: انطلق الملك سلمان بن عبد العزيز آل سعود وولي العهد الأمير محمد بن سلمان بن عبد العزيز آل سعود بجولة داخلية تستغرق أسبوعًا.[15][16]
- 28: ولي العهد الأمير محمد بن سلمان آل سعود يترأس وفد السعودية في قمة مجموعة العشرين في بوينس آيرس في الأرجنتين.[17]

### ديسمبر
- 7: مدينة الملك عبد العزيز للعلوم والتقنية تطلق قمرين صناعيين هما «سعودي سات 5أ» و«سعودي سات 5ب» على متن صاروخ صيني من قاعدة جيوغوان بالصين.[18]
- 9: انطلاق قمة مجلس التعاون الخليجي الـ 39 التي استمرت يوماً واحداً في الرياض.[19]
- 10: ولي العهد الأمير محمد بن سلمان آل سعود يدشن مدينة الملك سلمان للطاقة.[20]
- 12: السعودية تعلن عن تأسيس مجلس الدول العربية والأفريقية المطلة على البحر الأحمر وخليج عدن، المجلس يضم كل من: الأردن ومصر والسودان وجيبوتي والصومال واليمن، إلى جانب السعودية.[21][22]
- 13: إنطلقت فعاليات سباق الدرعية للفورمولا أي 2018 في الرياض والتي تستمر لثلاثة أيام.[23]
- 18: أعلنت المملكة عن «ميزانية تريليونية» وهي الأضخم في تاريخها.[24]
- 27: الملك سلمان يعيد تشكيل مجلس الوزراء ومجلس الشؤون السياسية والأمنية ومجلس الشؤون الاقتصادية والتنمية.[25]

## وفيات

### يناير
- 23: محمد المفرح، ممثل ومنتج ومؤلف ومخرج سعودي.[26]
- 28: اللواء الركن خلف بن ردن المطيري، أول جراح مخ واعصاب سعودي وأول رئيس للاتحاد العربي لجراحة المخ والاعصاب ونائب رئيس الاتحاد العالمي لجمعيات جراحة المخ والاعصاب الاسبق.[27]

### مارس
- 4: شاكر العليان، حارس المنتخب السعودي ونادي النصر سابقاً.[28]
- 5 مارس – محمد بن عبد العزيز بن حسن بن عياف آل مقرن، أمير.[29]
- 12: بندر بن خالد بن عبد العزيز آل سعود، أمير سعودي.[30]
- 24: سعود جاسم، لاعب كرة قدم ومهاجم مع نادي القادسية السعودي والمنتخب الوطني السعودي.[31]

### أبريل
- 8:
  - فهد غزولي، ممثل ومنتج ومؤلف ومخرج سعودي.[32]
  - حمدان شلبي، ممثل سعودي ويعد أحد أبرز الشخصيات الفنية التي رسمت تاريخ الفن السعودي في الثمانينات.[33]

### يوليو
- 14: محمد العثيم، كاتب ومسرحي سعودي.[34]

### أغسطس
- 26: حجاب بن نحيت، رجل أعمال ومغني وشاعر.

### أكتوبر
- 2: جمال خاشقجي، صحفي وإعلامي سعودي.[35]

### نوفمبر
- 15: نجم الرضوان، رباع أولمبي (و. 1972).[36]

- 27: سلطان البرقان، لاعب كرة قدم سعودي لعب لنادي الاتفاق السعودي ونادي الهلال السعودي.[37]

### ديسمبر
- 22: طلال بن عبد العزيز آل سعود، أمير سعودي وهو الابن الثامن عشر من أبناء عبد العزيز آل سعود الذكور.[38]